# Library of Congress (Film)
Library of Congress ist ein US-amerikanischer Dokumentar-Kurzfilm aus dem Jahr 1945 unter der Regie von Alexander Hammid. Der durch das United States Office of War Information erstellte Film war 1946 für einen Oscar nominiert.

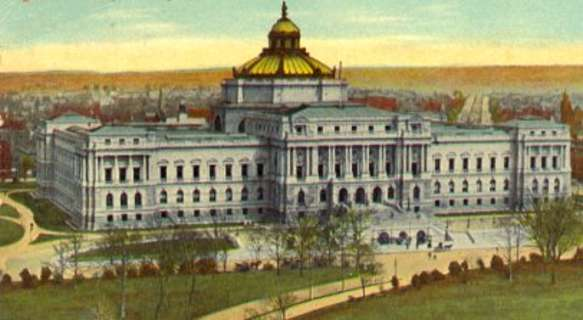
Library of Congress am Anfang des 20. Jahrhunderts

## Inhalt
Der Film beschäftigt sich mit der Library of Congress, ihren Aufgaben, ihrer Geschichte und ihrer Bedeutung. Die LoC ist die öffentlich zugängliche Forschungsbibliothek des Kongresses der Vereinigten Staaten, die sich, auf mehrere Gebäude verteilt, in Washington, D.C. befindet.
Der Film beginnt in einer kleinen Stadt in Virginia. Ein Bücherbus ist unterwegs und ein kleiner Junge will von dem Bibliothekar wissen, was das Wort „Copyright“ zu bedeuten habe. Er erhält nicht nur dazu eine Erklärung, sondern auch eine umfassende Antwort über Sinn und Zweck und die Funktionsweise einer Bibliothek. Aufgeklärt wird auch über Urheberrechte und die Verwahrung von urheberrechtlich geschütztem Material. Als der Film entstand, besaß die Bibliothek etwa sechs Millionen Bücher sowie zusätzlich Filmaufnahmen und ähnliches Material.
Ausschnitte aus Wochenschauen werden gezeigt, in denen unter anderem Teddy Roosevelt und Woodrow Wilson oder auch bekannte Musiker zu sehen sind. Die Dokumentation beschäftigt sich auch mit den inneren Vorgängen und Abläufen in der LoC. Ein riesiger Zettelkatalog dient dazu ein bestimmtes Buch zu finden. Zu beobachten ist dann auch noch der interessante Vorgang, wie Bücher abgerufen und verrückt werden. Es kommt auch zur Sprache, dass zum Bestand der Bibliothek die größte Sammlung seltener Bücher in Nordamerika gehört, darunter eine Gutenberg-Bibel sowie Adolf Hitlers Buchsammlung.

## Hintergrund
Die Library of Congress ist den Medienbestand betreffend die zweitgrößte, beim Bücherbestand die größte und insgesamt eine der bedeutendsten Bibliotheken der Welt. Sie arbeitet eng mit dem Congressional Research Service zusammen. Gegründet wurde sie im April 1800 als Forschungsbibliothek  des US-Kongresses. Mit mehr als 155 Millionen Medieneinheiten ist sie die zweitgrößte Bibliothek der Welt nach der British Library in London, die mehr als 170 Millionen Medien beherbergt. Der Katalog der LoC ist eine wichtige bibliografische Quelle für Universitätsbibliotheken.

## Auszeichnung
- Oscarverleihung 1946: Für den Oscar nominiert in der Kategorie „Bester Dokumentar-Kurzfilm“.
Die Trophäe ging an den Warner Bros.-Film Hitler Lives.